# Fejervarya
Fejervarya és un gènere de granotes de la família Ranidae.

## Taxonomia
- Fejervarya altilabris (Blyth, 1856).
- Fejervarya andamanensis (Stoliczka, 1870).
- Fejervarya assimilis (Blyth, 1852).
- Fejervarya brama (Lesson, 1834).
- Fejervarya brevipalmata (Peters, 1871).
- Fejervarya cancrivora (Gravenhorst, 1829).
- Fejervarya frithi (Theobald, 1868).
- Fejervarya gracilis (Gravenhorst, 1829)
- Fejervarya greenii (Boulenger, 1905).
- Fejervarya iskandari (Veith, Kosuch, Ohler & Dubois, 2001).
- Fejervarya keralensis (Dubois, 1981).
- Fejervarya kirtisinghei (Manamendra-Arachchi & Gabadage, 1996).
- Fejervarya limnocharis (Gravenhorst, 1829).
- Fejervarya moodiei (Taylor, 1920).
- Fejervarya multistriata (Hallowell, 1861).
- Fejervarya murthii (Pillai, 1979).
- Fejervarya mysorensis (Rao, 1922).
- Fejervarya nepalensis (Dubois, 1975).
- Fejervarya nicobariensis (Stoliczka, 1870).
- Fejervarya nilagirica (Jerdon, 1854).
- Fejervarya orissaensis (Dutta, 1997).
- Fejervarya parambikulamana (Rao, 1937).
- Fejervarya pierrei (Dubois, 1975).
- Fejervarya pulla (Stoliczka, 1870).
- Fejervarya raja (Smith, 1930).
- Fejervarya rufescens (Jerdon, 1854).
- Fejervarya sauriceps (Rao, 1937).
- Fejervarya schlueteri (Werner, 1893).
- Fejervarya syhadrensis (Annandale, 1919).
- Fejervarya teraiensis (Dubois, 1984).
- Fejervarya triora (Chuaynkern, Chanard i cols., 2006).
- Fejervarya verruculosa (Roux, 1911).
- Fejervarya vittigera (Wiegmann, 1834).